# Hünfeld

Logo der Stadt Hünfeld

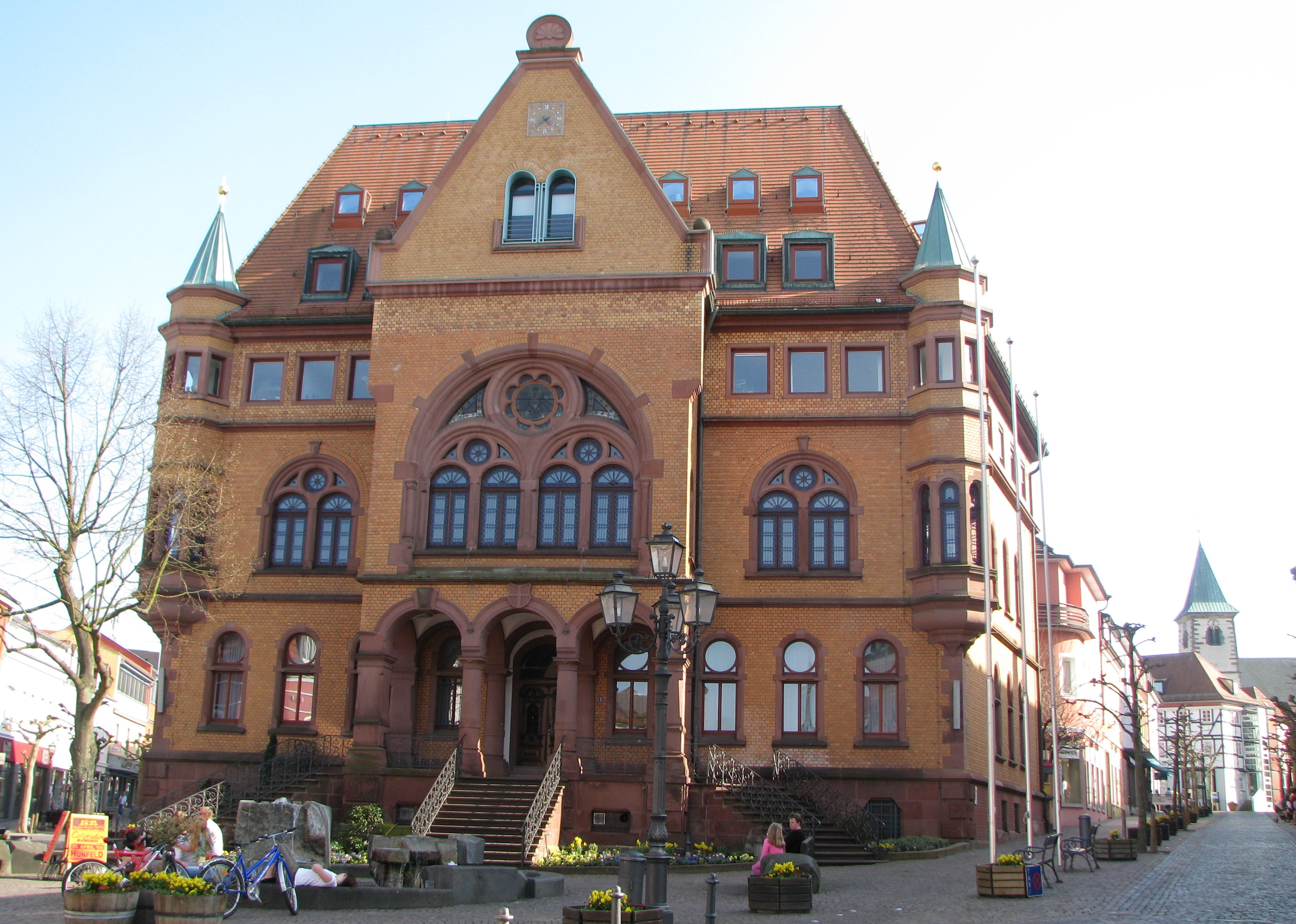
Rathaus Hünfeld 2009

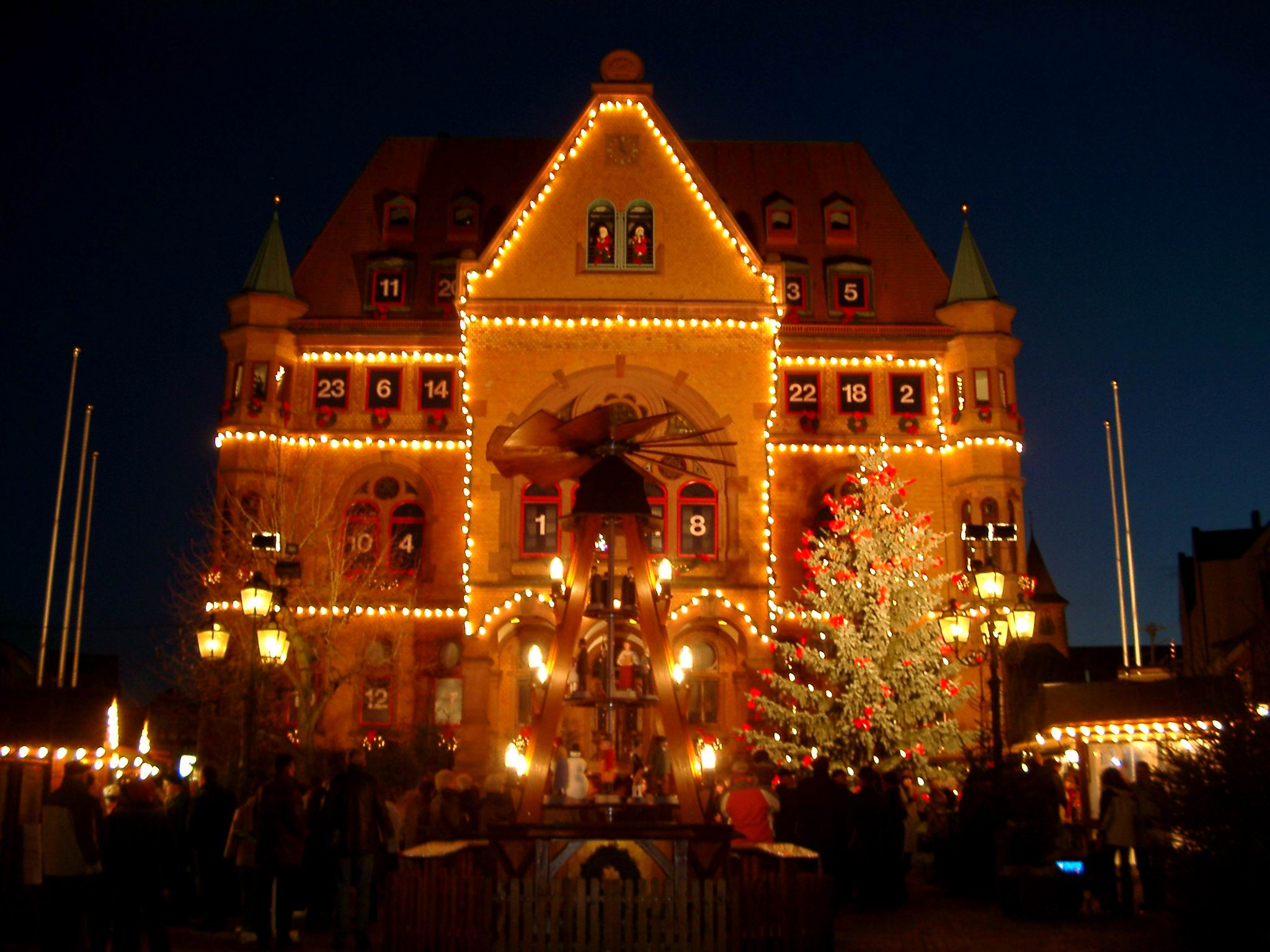
Rathaus Hünfeld im Advent

Hünfeld ist eine Kleinstadt im osthessischen Landkreis Fulda. Sie trägt seit dem 11. Juli 2006 die amtliche Zusatzbezeichnung Konrad-Zuse-Stadt, nach dem Erfinder des ersten funktionstüchtigen Computers, dessen Wahlheimat Hünfeld war.

## Geografie

### Geografische Lage
Hünfeld liegt am Fluss Haune mit seinen beiden Nebenflüssen Nüst und Hasel nahe dem Naturpark Hessische Rhön (Hessisches Kegelspiel). Die nächste größere Stadt im Süden ist Fulda, etwa 16 km weit entfernt, und im Norden Bad Hersfeld, etwa 26 km weit entfernt.

### Nachbargemeinden
Hünfeld grenzt im Norden an die Gemeinde Eiterfeld, im Osten an die Gemeinden Rasdorf und Nüsttal, im Südosten an die Gemeinde Hofbieber, im Süden an die Gemeinde Petersberg und die Stadt Fulda (alle im Landkreis Fulda) sowie im Westen an die Stadt Schlitz (Vogelsbergkreis) und die Gemeinde Burghaun (Landkreis Fulda).

### Stadtgliederung
Neben dem Stadtkern (Hünfeld-Mitte) besteht Hünfeld aus den Stadtteilen Dammersbach, Großenbach, Kirchhasel, Mackenzell, Malges, Michelsrombach, Molzbach, Nüst, Oberfeld, Oberrombach, Roßbach, Rudolphshan, Rückers und Sargenzell.

## Geschichte

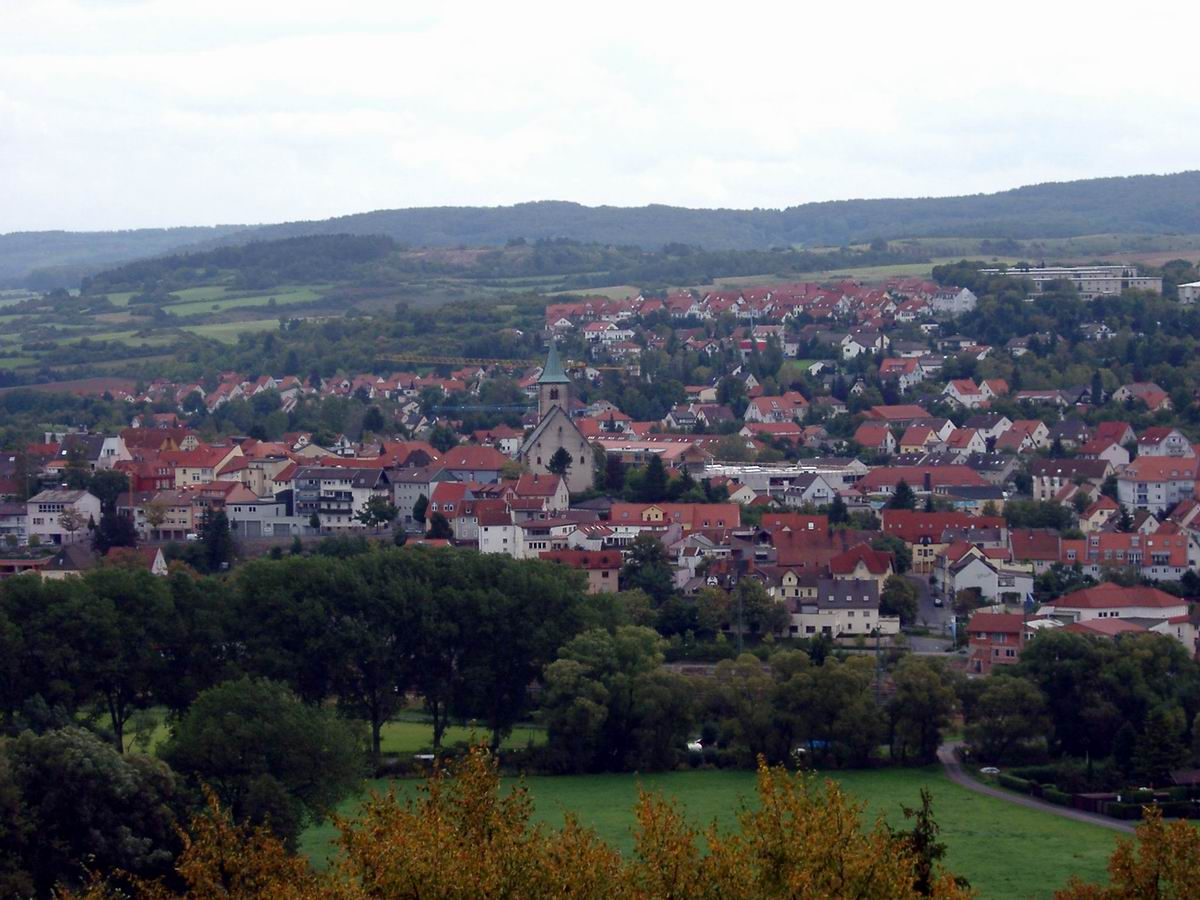
Stadtbild mit der Stadtpfarrkirche St. Jakobus

### Stadtgeschichte
Soweit bekannt, enthält eine Urkunde aus dem Jahr 781 die älteste erhaltene Erwähnung von Hünfeld, als Campus Unofelt (Bedeutung: Feld an der Hunaha – gemeint ist der Fluss Haune). Darin wurde das Gebiet des mittleren Hauneeinzugsgebietes durch den späteren Kaiser Karl den Großen der Abtei Fulda übereignet. Die Abtei Fulda gründete spätestens zu Beginn des 9. Jahrhunderts eine cella in Huniofelt, die am 27. März 815 zum ersten Mal erwähnt wurde. In dieser Urkunde erhielt die Abtei Fulda das Zehntrecht an der Zelle und einigen weiteren Orten der näheren Umgebung.
Hier überquerte die Heer- und Handelsstraße Antsanvia, vermutlich an einer Furt, die Haune. Die Zelle entstand an dieser Furt, an der sich früher vermutlich schon ein fränkischer Königshof befunden hatte. Sie entwickelte sich schnell zu einem Kloster; bereits am 20. Februar 825 wird Hünfeld als monasterium schriftlich erwähnt. Die erste Siedlung entwickelte sich um das Kloster. Das Kloster hatte um 883 einen Konvent von 33 Mönchen und 13 Schülern. Vermutlich wurde das Kloster bei einem Einfall der Ungarn im Jahre 915 zerstört. Der Wiederaufbau erfolgte durch Kanoniker als Kollegiatstift. In der evangelischen Pfarrkirche in Hünfeld sind noch Reste aus der damals neu errichteten gotischen Stiftskirche erhalten (Chorabschluss, in der Nordwand und am Turm). Der erste Propst ist im Jahr 1128 beurkundet.
Unter anderem durch die verkehrsgünstige Lage bekam Hünfeld 1244 das Marktrecht. Am 27. Juli 1310 verlieh König Heinrich VII. Hünfeld das Stadtrecht und das Recht der Reichsstadt Gelnhausen. Das Gericht der Stadt nutzte so den Oberhof Gelnhausen, um Rechtsfragen zu klären. Die Heerstraße brachte nicht nur Segen für die Stadt: Durch Kriege wurde sie oft in Mitleidenschaft gezogen; Napoleon zog zum Beispiel neunmal durch die Stadt an der Haune.
Auch der Dichter Goethe besuchte die Stadt und schrieb 1814 über seine Eindrücke das Gedicht Jahrmarkt zu Hünfeld.
Am 29. Oktober 1888 fiel der gesamte Stadtkern einem verheerenden Großbrand zum Opfer. In der Folgezeit entstanden zahlreiche Bauten, wie das Rathaus oder das Bonifatiuskloster der 1895 auf Bitten der Bürger nach Hünfeld gekommenen Oblatenmissionare.
Bis zur Gebietsreform 1972 war Hünfeld Kreisstadt des gleichnamigen Landkreises. Im Jahr 2000 war Hünfeld „Hessentagsstadt“; 2011 erhielt die Stadt zusammen mit ihrer französischen Partnerstadt Landerneau den Europapreis des Europarates für ihre herausragenden Bemühungen um die Europäische Integration.

### Verwaltungsgeschichte im Überblick
Die folgende Liste zeigt die Staaten und Verwaltungseinheiten, denen Hünfeld angehört(e):
- vor 1803: Heiliges Römisches Reich, Hochstift Fulda, Amt / Oberamt Hünfeld
- 1803–1806: Heiliges Römisches Reich, Fürstentum Nassau-Oranien-Fulda, Fürstentum Fulda, Amt Hünfeld
- 1806–1810: Kaiserreich Frankreich, Fürstentum Fulda (Militärverwaltung)
- 1810–1813: Großherzogtum Frankfurt, Departement Fulda, Distrikt Hünfeld
- ab 1815: Kurfürstentum Hessen, Großherzogtum Fulda, Amt Hünfeld[7]
- ab 1821: Kurfürstentum Hessen, Provinz Fulda, Kreis Hünfeld[8][Anm. 2]
- ab 1848: Kurfürstentum Hessen, Bezirk Fulda
- ab 1851: Kurfürstentum Hessen, Provinz Fulda, Kreis Hünfeld
- ab 1867: Königreich Preußen, Provinz Hessen-Nassau, Regierungsbezirk Kassel, Kreis Hünfeld
- ab 1871: Deutsches Reich, Königreich Preußen, Provinz Hessen-Nassau, Regierungsbezirk Kassel, Kreis Hünfeld
- ab 1918: Deutsches Reich, Freistaat Preußen, Provinz Hessen-Nassau, Regierungsbezirk Kassel, Kreis Hünfeld
- ab 1944: Deutsches Reich, Freistaat Preußen, Provinz Nassau, Landkreis Hünfeld
- ab 1945: Amerikanische Besatzungszone, Groß-Hessen, Regierungsbezirk Kassel, Landkreis Hünfeld
- ab 1946: Amerikanische Besatzungszone, Hessen, Regierungsbezirk Kassel, Landkreis Hünfeld
- ab 1949: Bundesrepublik Deutschland, Hessen, Regierungsbezirk Kassel, Landkreis Hünfeld
- ab 1972: Bundesrepublik Deutschland, Hessen, Regierungsbezirk Kassel, Landkreis Fulda

### Eingemeindungen
Am 1. Februar 1971 wurden im Zuge der Gebietsreform in Hessen die bisher selbstständigen Gemeinden Mackenzell, Malges, Michelsrombach, Molzbach, Oberfeld, Oberrombach, Roßbach, Rudolphshan, Rückers und Sargenzell auf freiwilliger Basis eingemeindet. Am 31. Dezember 1971 kamen Dammersbach, Großenbach, Kirchhasel und Nüst ebenfalls freiwillig hinzu.

Die Einwohnerzahl wuchs von damals 7.500 auf heute 16.000 Einwohner. Durch diese Gebiets- und Verwaltungsreform wurde Hünfeld auch eine der größten Flächenstädte in Hessen. Die Gemarkungsfläche stieg von 12 auf fast 120 Quadratkilometer. Für die nach Hünfeld eingegliederten Gemeinden wurde je ein Ortsbezirk gebildet.

## Bevölkerung

### Einwohnerstruktur 2011
Nach den Erhebungen des Zensus 2011 lebten am Stichtag, dem 9. Mai 2011, in Hünfeld 15850 Einwohner. Darunter waren 456 (2,9 %) Ausländer, von denen 171 aus dem EU-Ausland, 133 aus anderen europäischen Ländern und 152 aus anderen Staaten kamen. Von den deutschen Einwohnern hatten 11,5 % einen Migrationshintergrund. (Bis zum Jahr 2020 erhöhte sich die Ausländerquote auf 8,8 %.) Nach dem Lebensalter waren 2935 Einwohner unter 18 Jahren, 6645 zwischen 18 und 49, 3228 zwischen 50 und 64 und 3144 Einwohner waren älter. Die Einwohner lebten in 6515 Haushalten. Davon waren 1994 Singlehaushalte, 1729 Paare ohne Kinder und 2122 Paare mit Kindern, sowie 565 Alleinerziehende und 105 Wohngemeinschaften. In 1443 Haushalten lebten ausschließlich Senioren und in 4393 Haushaltungen lebten keine Senioren.

### Einwohnerentwicklung
- 1812: 279 Feuerstellen, 1663 Seelen[5]

| Hünfeld: Einwohnerzahlen von 1812 bis 2020 | Hünfeld: Einwohnerzahlen von 1812 bis 2020 | Hünfeld: Einwohnerzahlen von 1812 bis 2020 | Hünfeld: Einwohnerzahlen von 1812 bis 2020 | Hünfeld: Einwohnerzahlen von 1812 bis 2020 |
| --- | ------------------------------------------ | ------------------------------------------ | ------------------------------------------ | ------------------------------------------ |
| Jahr |                                            |                                            |                                            | Einwohner                                  |
| 1812 | 1812                                       |                                            | 1.663                                      | 1.663                                      |
| 1834 | 1834                                       |                                            | 2.060                                      | 2.060                                      |
| 1840 | 1840                                       |                                            | 2.197                                      | 2.197                                      |
| 1846 | 1846                                       |                                            | 2.182                                      | 2.182                                      |
| 1852 | 1852                                       |                                            | 1.962                                      | 1.962                                      |
| 1858 | 1858                                       |                                            | 1.921                                      | 1.921                                      |
| 1864 | 1864                                       |                                            | 1.827                                      | 1.827                                      |
| 1871 | 1871                                       |                                            | 1.634                                      | 1.634                                      |
| 1875 | 1875                                       |                                            | 1.622                                      | 1.622                                      |
| 1885 | 1885                                       |                                            | 1.828                                      | 1.828                                      |
| 1895 | 1895                                       |                                            | 1.668                                      | 1.668                                      |
| 1905 | 1905                                       |                                            | 1.979                                      | 1.979                                      |
| 1910 | 1910                                       |                                            | 2.139                                      | 2.139                                      |
| 1925 | 1925                                       |                                            | 2.482                                      | 2.482                                      |
| 1939 | 1939                                       |                                            | 2.772                                      | 2.772                                      |
| 1946 | 1946                                       |                                            | 3.905                                      | 3.905                                      |
| 1950 | 1950                                       |                                            | 4.307                                      | 4.307                                      |
| 1956 | 1956                                       |                                            | 5.318                                      | 5.318                                      |
| 1961 | 1961                                       |                                            | 6.182                                      | 6.182                                      |
| 1967 | 1967                                       |                                            | 7.392                                      | 7.392                                      |
| 1970 | 1970                                       |                                            | 7.001                                      | 7.001                                      |
| 1975 | 1975                                       |                                            | 13.873                                     | 13.873                                     |
| 1980 | 1980                                       |                                            | 14.062                                     | 14.062                                     |
| 1985 | 1985                                       |                                            | 14.091                                     | 14.091                                     |
| 1990 | 1990                                       |                                            | 14.015                                     | 14.015                                     |
| 1995 | 1995                                       |                                            | 15.379                                     | 15.379                                     |
| 2000 | 2000                                       |                                            | 16.128                                     | 16.128                                     |
| 2005 | 2005                                       |                                            | 16.283                                     | 16.283                                     |
| 2010 | 2010                                       |                                            | 15.989                                     | 15.989                                     |
| 2011 | 2011                                       |                                            | 15.850                                     | 15.850                                     |
| 2015 | 2015                                       |                                            | 15.996                                     | 15.996                                     |
| 2020 | 2020                                       |                                            | 16.613                                     | 16.613                                     |
| Datenquelle: Historisches Gemeindeverzeichnis für Hessen: Die Bevölkerung der Gemeinden 1834 bis 1967. Wiesbaden: Hessisches Statistisches Landesamt, 1968. Weitere Quellen: LAGIS; Hessisches Statistisches Informationssystem; Zensus 2011 Die Zahlen nach 1970 enthalten die im Zuge der Gebietsreform in Hessen eingegliederten Orte. |                                            |                                            |                                            |                                            |

## Religion

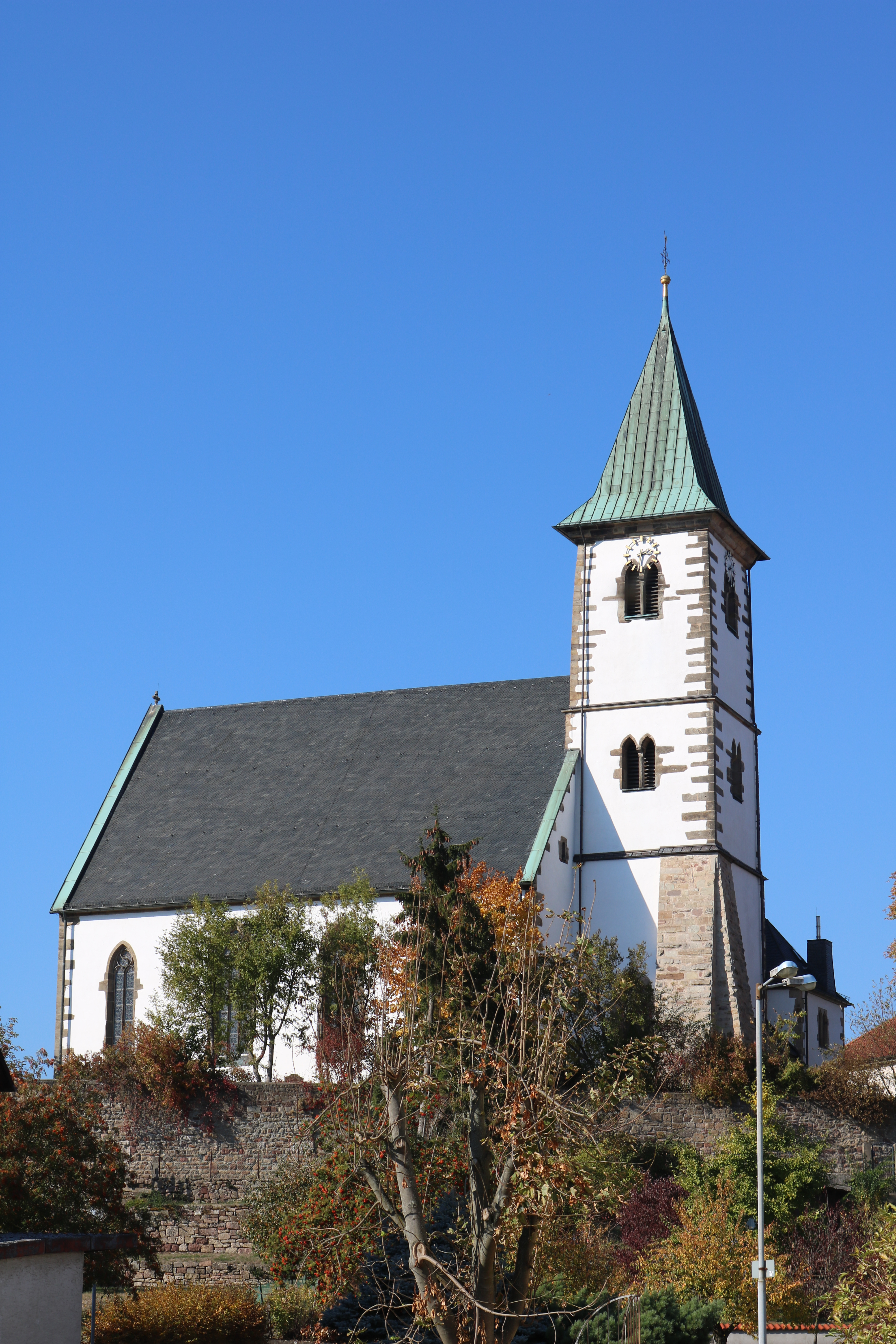
Die katholische Stadtpfarrkirche St. Jakobus thront weithin sichtbar über der Stadt

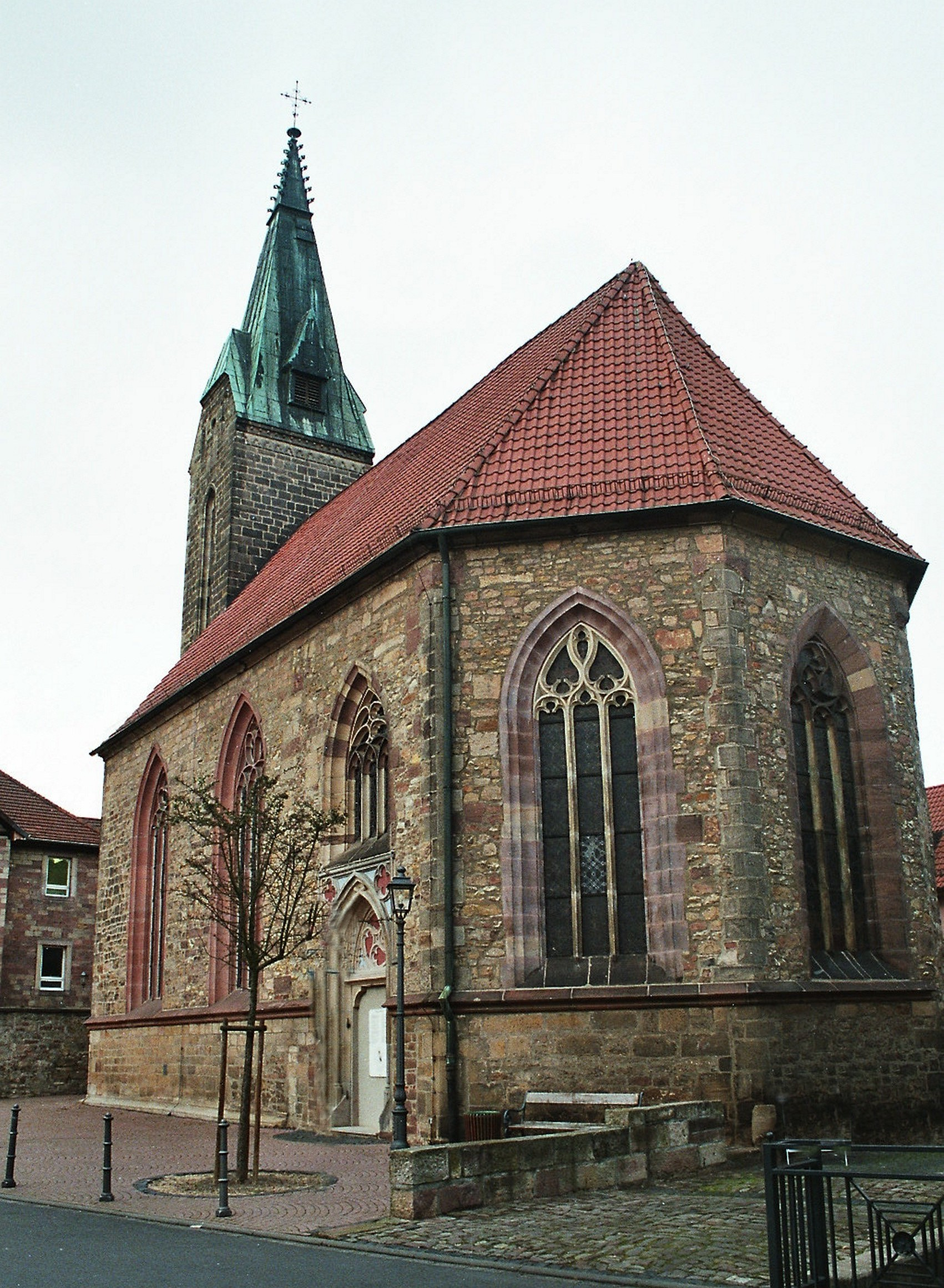
Die evangelische Kirche zum Heiligen Kreuz (ehemalige Stiftskirche)

Im Jahr 781 schenkte Kaiser Karl der Große dem Kloster Fulda den „campus, qui dicitur unofeld“, („das Feld, welches man Hünfeld nennt“).
Zur wirtschaftlichen Nutzung und Verwaltung und zur religiösen Betreuung dieser Schenkung entstand alsbald eine kleine benediktinische Mönchsniederlassung, die sich zu einem Kloster und im 10. Jahrhundert zu einem Chorherrenstift entwickelte. Um dieses Kloster herum siedelten sich Menschen an, die im Dienste des Klosters standen. Aus dieser Klostergründung entwickelte sich die spätere Stadt Hünfeld.

### Historische Religionszugehörigkeit
| Quelle: Historisches Ortslexikon | |
| • 1885:                          | 0271 evangelische (= 14,82 %), 1430 katholische (= 78,23 %), 126 jüdische (= 6,89 %) Einwohner, ein Christ mit anderer Konfession (= 0,05 %) |
| • 1961:                          | 1529 evangelische (= 24,73 %), 4590 katholische (= 74,25 %) Einwohner                                                                        |
| • 1987:                          | 1976 evangelische (= 15,0 %), 10.703 katholische (= 81,6 %), 443 sonstige (= 3,4 %) Einwohner                                                |
| • 2011:                          | 2590 evangelische (= 16,3 %), 10.570 katholische (= 66,7 %), 2690 sonstige (= 17,0 %) Einwohner                                              |

## Politik

### Stadtverordnetenversammlung
Die Kommunalwahl am 14. März 2021 lieferte folgendes Ergebnis, in Vergleich gesetzt zu früheren Kommunalwahlen:
| Sitzverteilung in der Stadtverordnetenversammlung 2021Insgesamt 33 Sitze - SPD: 3 - FDP: 3 - Grüne: 4 - CWE: 4 - CDU: 19 | Parteien und Wählergemeinschaften | Parteien und Wählergemeinschaften           | % 2021 | Sitze 2021 | % 2016 | Sitze 2016 | % 2011 | Sitze 2011 | % 2006 | Sitze 2006 | % 2001 | Sitze 2001 |
| Sitzverteilung in der Stadtverordnetenversammlung 2021Insgesamt 33 Sitze - SPD: 3 - FDP: 3 - Grüne: 4 - CWE: 4 - CDU: 19 | CDU                               | Christlich Demokratische Union Deutschlands | 58,8   | 19         | 60,5   | 20         | 61,6   | 20         | 64,3   | 24         | 59,0   | 22         |
| Sitzverteilung in der Stadtverordnetenversammlung 2021Insgesamt 33 Sitze - SPD: 3 - FDP: 3 - Grüne: 4 - CWE: 4 - CDU: 19 | SPD                               | Sozialdemokratische Partei Deutschlands     | 10,1   | 03         | 16,1   | 05         | 18,7   | 06         | 14,0   | 05         | 16,4   | 06         |
| Sitzverteilung in der Stadtverordnetenversammlung 2021Insgesamt 33 Sitze - SPD: 3 - FDP: 3 - Grüne: 4 - CWE: 4 - CDU: 19 | CWE                               | Christliche Wähler-Einheit                  | 11,6   | 04         | 16,5   | 06         | 14,4   | 05         | 12,6   | 05         | 13,3   | 05         |
| Sitzverteilung in der Stadtverordnetenversammlung 2021Insgesamt 33 Sitze - SPD: 3 - FDP: 3 - Grüne: 4 - CWE: 4 - CDU: 19 | FDP                               | Freie Demokratische Partei                  | 07,5   | 03         | 06,9   | 02         | 05,3   | 02         | 04,2   | 01         | 03,2   | 01         |
| Sitzverteilung in der Stadtverordnetenversammlung 2021Insgesamt 33 Sitze - SPD: 3 - FDP: 3 - Grüne: 4 - CWE: 4 - CDU: 19 | GRÜNE                             | Bündnis 90/Die Grünen                       | 12,0   | 04         | —      | —          | —      | —          | 03,1   | 01         | 03,6   | 01         |
| Sitzverteilung in der Stadtverordnetenversammlung 2021Insgesamt 33 Sitze - SPD: 3 - FDP: 3 - Grüne: 4 - CWE: 4 - CDU: 19 | HüLi                              | Hünfelder Liste                             | —      | —          | —      | —          | —      | —          | 01,9   | 01         | 04,4   | 02         |
| Sitzverteilung in der Stadtverordnetenversammlung 2021Insgesamt 33 Sitze - SPD: 3 - FDP: 3 - Grüne: 4 - CWE: 4 - CDU: 19 | Gesamt                            | Gesamt                                      | 100,0  | 33         | 100,0  | 33         | 100,0  | 33         | 100,0  | 37         | 100,0  | 37         |
| Sitzverteilung in der Stadtverordnetenversammlung 2021Insgesamt 33 Sitze - SPD: 3 - FDP: 3 - Grüne: 4 - CWE: 4 - CDU: 19 | Wahlbeteiligung in %              | Wahlbeteiligung in %                        | 55,6   | 55,6       | 54,4   | 54,4       | 50,3   | 50,3       | 50,3   | 50,3       | 61,2   | 61,2       |

### Bürgermeister
Nach der hessischen Kommunalverfassung wird der Bürgermeister für eine sechsjährige Amtszeit gewählt, seit dem Jahr 1993 in einer Direktwahl, und ist Vorsitzender des Magistrats, dem in der Stadt Hünfeld neben dem Bürgermeister ein hauptamtlicher Erster Stadtrat und sechs ehrenamtliche Stadträte angehören. Bürgermeister ist seit dem 1. April 2020 Benjamin Tschesnok (CDU). Er wurde als Nachfolger von Stefan Schwenk (CDU), der nach einer Amtszeit nicht wieder kandidiert hatte, am 3. November 2019 im ersten Wahlgang ohne Gegenkandidaten bei 40,00 Prozent Wahlbeteiligung mit 86,32 Prozent der Stimmen gewählt.
Amtszeiten der Bürgermeister
- 2020–2026 Benjamin Tschesnok (CDU)[25]
- 2014–2020 Stefan Schwenk (CDU)[26]
- 1978–2014 Eberhard Fennel (CDU)[30]
- 1971–1978 Bernhard Mihm
- 1961–1970 Wolfgang Strecke

### Ortsbeiräte
Für die Stadtteile Dammersbach, Großenbach, Kirchhasel, Mackenzell, Malges, Michelsrombach, Molzbach, Nüst, Oberfeld, Oberrombach, Roßbach, Rudolphshan, Rückers und Sargenzell bestehen Ortsbezirke nach Maßgabe der §§ 81 und 82 HGOk und des Kommunalwahlgesetzes in der jeweils gültigen Fassung. Der Ortsbeirat des Ortsbezirks wird im Rahmen der Kommunalwahlen gewählt und bestimmt aus seiner Mitte den/die Ortsvorsteher/in. Die Ortsbezirksgrenzen entsprechen den Gemarkungen der eingegliederten ehemaligen Gemeinden. Abweichend der Ortsbezirk Rückers, er umfasst das Gebiet der Gemarkung Rückers mit Ausnahme der Fluren 12, 13, 14 und 15 (ehemalige Gemarkung Praforst).

### Wappen und Banner

Banner der Stadt

| Wappen von Hünfeld | Blasonierung: „In Blau ein durchgehendes silbernes (weißes) Kreuz.“ |
| Wappen von Hünfeld | Wappenbegründung: Das Wappen besteht aus einem mäßig barockisierten Schild auf blauem Grund mit weißer Umrandung. Auf dem blau-weißen Grund des Schildes befindet sich ein weißes durchgehendes Kreuz, das in schwarzen Linien doppelt gefasst ist. Dieses Kreuz geht abgewandelt auf das schwarze Fuldaer Stiftskreuz zurück. Das Banner der Stadt ist blau-weiß längsgestreift mit dem aufgelegten Wappen oberhalb der Mitte. |

### Siegel
|  | 00Siegel: „Das Dienstsiegel der Stadt Hünfeld zeigt das Wappen mit der Umschrift ‚Stadt Hünfeld‘ in Tannenberg-Schrift.“ |

### Städtepartnerschaften
Hünfeld verfügt über Partnerschaften mit vier Städten:
- Landerneau, Frankreich, seit dem 14. Juli 1968
- Geisa, Deutschland, seit 1990
- Proskau, Polen, seit dem 4. Oktober 1997
- Steinberg, Deutschland

## Kultur und Sehenswürdigkeiten

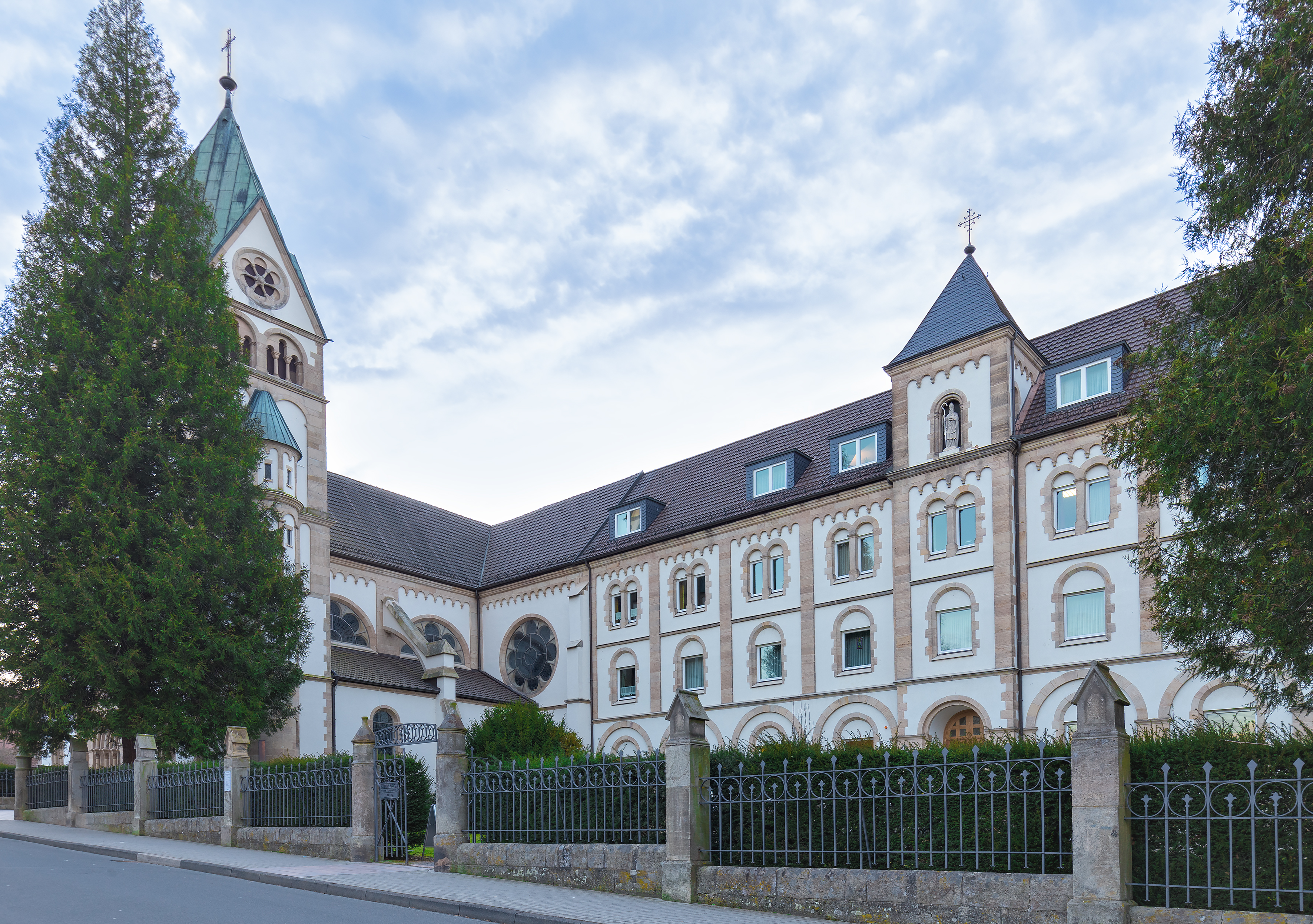
Bonifatiuskloster in Hünfeld

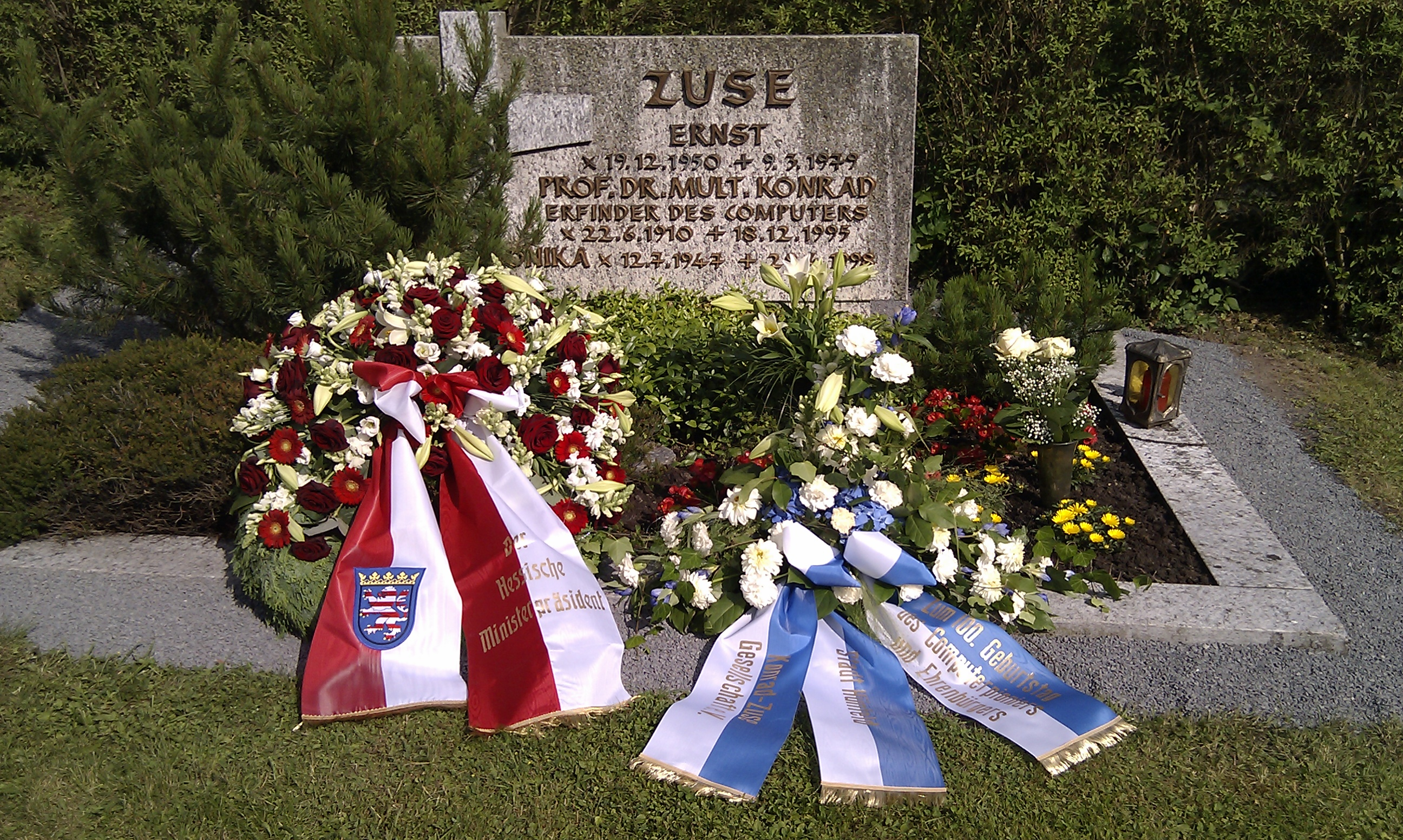
Grab von Konrad Zuse

### Bäder
Hünfeld besitzt ein Freibad und ein Hallenbad. Das Freibad ist im Frühling und im Sommer geöffnet. Das Hallenbad ist im Herbst und Winter geöffnet.

### Bauwerke
- Rathaus
- St. Bonifatius-Kloster, katholisches Kloster der Oblatenmissionare, auch bekannt als Hünfelder Oblaten
- St. Jakobus, katholische Stadtpfarrkirche
- Heilig-Kreuz-Kirche, evangelische Pfarrkirche
- Aussichtsturm „Via Regia“

### Museen
Am Kirchplatz in Hünfeld gibt es das Stadt- und Kreisgeschichtliche Museum Hünfeld. Es wurde im Jahr 2007 auf eine Ausstellungsfläche von 1200 m² erweitert und in Konrad-Zuse-Museum Hünfeld mit Stadt- und Kreisgeschichte umbenannt.
Auf dem Gelände eines ehemaligen Gaswerkes befindet sich das Museum Modern Art Hünfeld. Es wird vom Künstler Gerhard Jürgen Blum-Kwiatkowski geleitet und stellt internationale Werke der Konkreten und Intelligiblen Kunst aus. Das ebenfalls von Blum-Kwiatkowski initiierte Projekt Das offene Buch, bei dem Texte der Konkreten Poesie an Hauswänden angebracht werden, gehört mit seinen inzwischen über 120 Werken zum Stadtbild Hünfelds. Die Stiftung Museum Modern Art errichtete 22 Tafeln mit typischen Redewendungen in Rhöner Mundart entlang des Kegelspielradweges, wobei drei Tafeln auf Hünfelder Strecke angebracht sind. Ferner gestalten zahlreiche Skulpturen den öffentlichen Raum der Stadt.

### Sport
Der örtliche Sportverein ist der Hünfelder SV. Der derzeitige Trainer der 1. Herren-Fußballmannschaft (Hessenliga) ist Johannes Helmke. Der Verein spielt im heimischen Stadion „Rhönkampfbahn“. Der Trainer der 2. Mannschaft (Gruppenliga) ist Niklas Rehm.
Im Hünfelder Bürgerpark befinden sich acht Tennisplätze des 1950 gegründeten Tennisclub Blau-Weiß Hünfeld. Seit 1995 findet alljährlich ein nationales Jugend- und Erwachsenenturnier statt.

### Regelmäßige Veranstaltungen
- Frühlingsmarkt (…)
- Reitturnier, Freilandturnier, zweites Wochenende im August
- Nationales Tennisturnier am vorletzten Wochenende der Hessischen Sommerferien
- Lange Nacht mit geöffneten Geschäften, Straßengastronomie und Livemusik von drei Bühnen
- Gaalbernfest (nach den Sommerferien)
- Martinsmarkt (immer am Wochenende Samstag und Sonntag um den 11.11.)
- Jubilatekonzert (meist Mitte November an einem Sonntagabend in der Klosterkirche des Bonifatiusklosters)
- Silvesterkonzert mit Hünfelder Neujahrslied am Silvesterabend vor dem Rathaus
- Wochenmarkt (Freitag von 8 bis 13 Uhr am Anger)
- Kirmes (Im Herbst in nahezu sämtlichen Gemeinden Hünfelds)
- Klosterparkfest im St. Bonifatiuskloster (an einem Sonntag im August)
- Rhön Rock Open Air in Hünfeld-Oberfeld

## Wirtschaft und Infrastruktur
Hünfelds wirtschaftlicher Aufschwung begann nach dem Zweiten Weltkrieg. Hier siedelten sich Maschinenbau- und metallverarbeitende Betriebe an. Der größte Arbeitgeber war die weltbekannte Haarkosmetikfirma Wella, die in ihrer Produktionsstätte mehr als 1000 Mitarbeiter beschäftigte. Wella wurde 2015 vom US-amerikanischen Konzern Coty Inc. übernommen. Mitte 2018 schloss Coty das Werk.
Weitere Arbeitsplätze gibt es im Verwaltungsbereich. In den letzten Jahren wurden zentrale hessische Verwaltungsstellen nach Hünfeld verlagert.

### Verkehr
Durch die Stadt führen die Bundesstraßen 27 und 84. Die Bundesautobahn 7 führt ebenfalls durch das Stadtgebiet; die Stadt ist über die Anschlussstelle 90, Hünfeld/Schlitz, zu erreichen.
Der Bahnhof Hünfeld liegt an der Bahnstrecke Frankfurt–Göttingen und wird im Regionalverkehr stündlich von der Linie RB 5 Fulda–Bad Hersfeld–Bebra–Kassel bedient. Daneben verkehren über Hünfeld einzelne Züge zwischen Bebra, Fulda und Frankfurt (Main). Auf der 1995 abgebauten Bahnstrecke Hünfeld–Wenigentaft-Mansbach ist am 27. April 2007 der Kegelspiel-Radweg eröffnet worden.
In Hünfeld verkehrt eine Citybus-Linie, die die Wohngebiete am Rand Hünfelds mit der Kernstadt verbindet.

### Öffentliche Einrichtungen
Die im Dezember 2005 fertiggestellte Justizvollzugsanstalt Hünfeld ist die erste teilprivatisierte Justizvollzugsanstalt (JVA) Deutschlands. Im Zuge damit wurde auch an der Konrad-Zuse-Schule die Möglichkeit geschaffen, Justizvollzugsbeamte auszubilden.
In Hünfeld befindet sich mit dem Amtsgericht Hünfeld das zentrale Mahngericht für das Bundesland Hessen.
Hünfeld ist Sitz einer Bundespolizeiabteilung der Bundesbereitschaftspolizei sowie seit 1990 einer Außenstelle der Hessischen Zentrale für Datenverarbeitung.

### Bildung
Hünfeld hat insgesamt vier Grundschulen, zwei im Stadtkern und zwei weitere in den Ortschaften Mackenzell und Michelsrombach. Dazu kommt eine Sonderschule für Lernbehinderte und eine Schule für Praktisch Bildbare. Die zwei Grundschulen im Stadtkern sowie die Sonderschulen sind:
- Paul-Gerhardt-Schule (Grundschule)
- Johann-Adam-Förster-Schule (Grundschule)
- Christian-Andersen-Schule (Schule für Lernhilfe)
- Vinzenz-von-Paul-Schule (Schule für Geistige Entwicklung)

Bei den weiterführenden Schulen gibt es ein Gymnasium und eine Haupt- und Realschule sowie eine Berufliche Schule.
- Wigbertschule (Gymnasium)
- Jahnschule (Haupt- und Realschule)
- Konrad-Zuse-Schule (Berufliche Schule des Landkreises Fulda)

## Persönlichkeiten

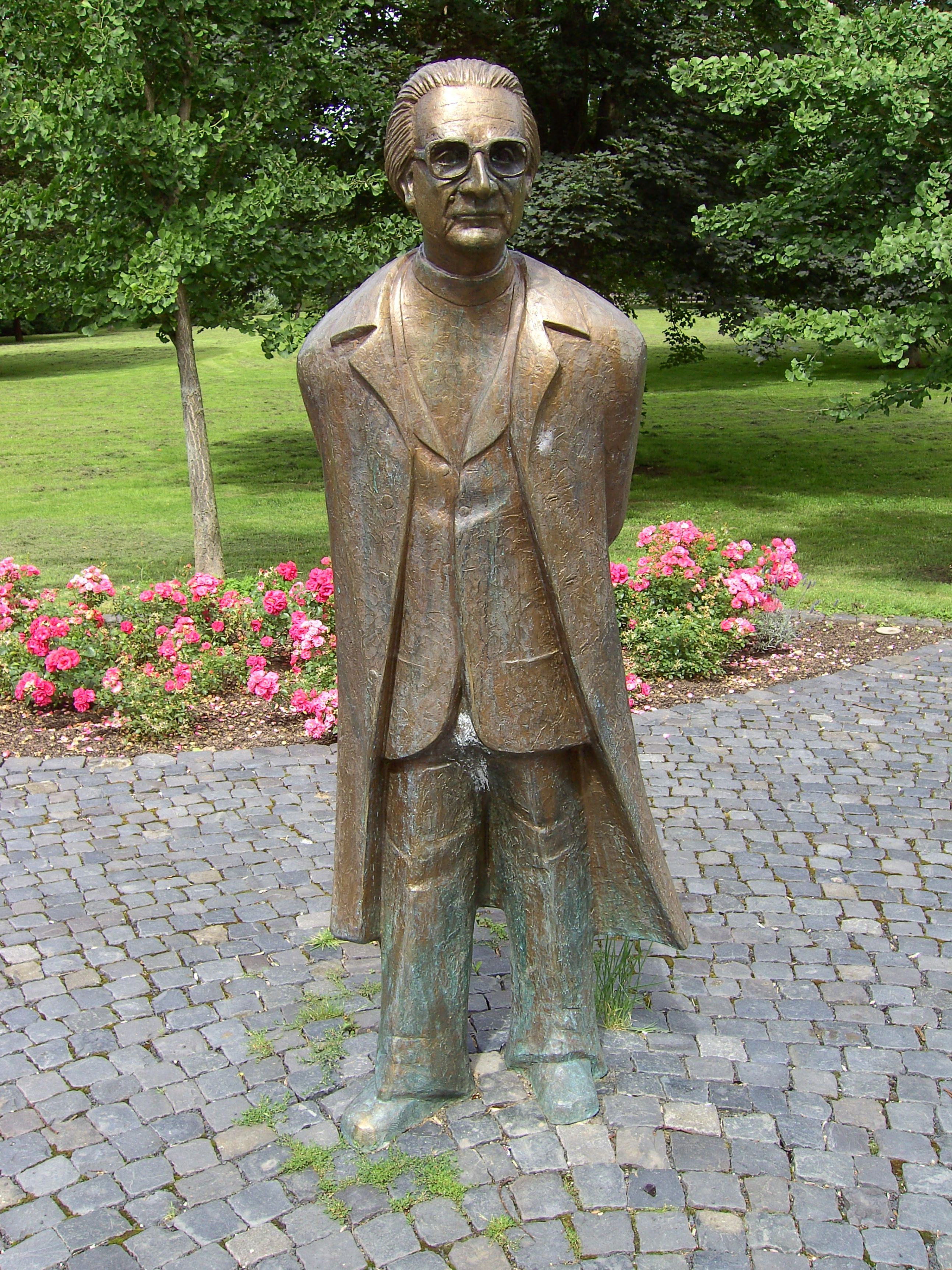
Denkmal für Konrad Zuse im Stadtpark Hünfeld

### Söhne und Töchter der Stadt
- Bertho III. von Mackenzell (um 1240–1300), Fürstabt von Fulda, geboren in Mackenzell
- Ludwig V. (Ludwig Landau) (1535/1536–1588), Abt der Reichsabtei Hersfeld
- Johann Leonhard Pfaff (1775–1848), deutscher Bischof, ehemaliger Bischof des Bistums Fulda
- Franz Keppler (1804–1833), Mitglied der kurhessischen Ständeversammlung
- Joseph Noll (1810–1873), kurhessischer Abgeordneter
- Georg Joseph Malkmus (1811–1877), deutscher katholischer Theologe und Mitglied der kurhessischen Ständeversammlung
- Johann Adam Kircher (1827–1906), Gutsherr und Mitglied des Kurhessischen Kommunallandtages, geboren in Großenbach
- Viktor Baumgard (1836–1903), Staatsanwalt und Abgeordneter
- Bonifaz Krug (1838–1909), Benediktiner, Erzabt von Montecassino
- Marie Pischon (1856–1928), Malerin
- Konrad August Drinnenberg (1857–1942), Jurist und Politiker
- Bernard Malkmus (1859–1925), Veterinärmediziner und Hochschullehrer in Hannover
- Josef Füller (1861–1953), deutscher Kommunalpolitiker (DVP) und Bürgermeister von Oberursel
- Adam Rössner (1867–1942), katholischer Widerstandskämpfer gegen den Nationalsozialismus
- Konrad Lübeck (1873–1952),  katholischer Priester, Oberstudienrat, Kirchenhistoriker, Heimatforscher und Autor
- Erich Pfalzgraf (1879–1937), Theologe
- Franz Josef Kircher (1889–1965), Mitglied des Provinziallandtages der Provinz Hessen-Nassau
- Wilhelm Blum (1894–1972), in Oberfeld geborener Politiker und Abgeordneter des Hessischen Landtags
- Wilm Hosenfeld (1895–1952), katholisch geprägter Wehrmachtsoffizier im Zweiten Weltkrieg, geboren in Mackenzell
- Franz-Maria Liedig (1900–1967), Marineoffizier und Widerstandskämpfer
- Franz Eichhorn (1906–1993), deutscher Autohändler, Widerstandskämpfer gegen das NS-Regime und nach der Errichtung der Nationalen Mahn- und Gedenkstätte Buchenwald Führer von Besuchergruppen
- Raymund Biedenbach (1910–1944), Bankbeamter, Märtyrer der katholischen Kirche
- Ernst Bräuning (1921–1983), deutscher Maler und Kaufmann
- Gerhard Fieberg (* 1946), Präsident des Bundesamtes für Justiz
- Joachim S. Hohmann (1953–1999), deutscher Schriftsteller und Sexualwissenschaftler
- Henriette Herwig (* 1956), deutsche Germanistin und Hochschullehrerin
- Peter Rawert (* 1959), Jurist
- Andreas Patton (* 1962), Schauspieler
- Henner Winckler (* 1969), Filmregisseur und Drehbuchautor
- Dennis Scholl (* 1980), deutscher Künstler
- Anna Hahner (* 1989), deutsche Langstreckenläuferin
- Lisa Hahner (* 1989), deutsche Langstreckenläuferin
- Marius Müller (* 1990), deutscher Fußballspieler

### Persönlichkeiten, die vor Ort gewirkt haben bzw. wirken
- Johann Wolfgang von Goethe (* 28. August 1749 in Frankfurt am Main; † 22. März 1832 in Weimar) schrieb auf seiner Durchreise durch Hünfeld ein Gedicht mit dem Titel „Jahrmarkt zu Hünfeld“.
- Johann Adam Förster (* 1795; † 22. März 1890), Bürgermeister. Zur Zeit der Deutschen Revolution war er einer der herausragenden Persönlichkeiten der deutschen Nationalversammlung in der Frankfurter Paulskirche.
- Konrad Zuse (* 22. Juni 1910 in Berlin; † 18. Dezember 1995 in Hünfeld) war ein Bauingenieur, Erfinder des ersten funktionstüchtigen Computers und Unternehmer.
- Georg Ziener (* 1917), Theologe und ordentlicher Professor für Neutestamentliche Exegese in Fulde, lebte in Hünfeld
- Gerhard Jürgen Blum-Kwiatkowski (* 22. Oktober 1930 in Elbing; † 11. August 2015 in Hünfeld), Künstler der Konkreten Kunst, Gründer und Initiator zahlreicher Museen, Ausstellungen und Projekte, u. a. Museum Modern Art Hünfeld
- Paul Erich Frielinghaus (* 14. Dezember 1959 in Darmstadt), aufgewachsen in Hünfeld; Schauspieler